# FK Rīga
|  | No s'ha de confondre amb Riga FC. |

El FK Rīga fou un club de futbol letó de la ciutat de Riga.

## Història
Evolució del nom:
- 1999: FK Riga

L'any 2008 fou dissolt, fusionat amb FK Olimps/ASK.

## Palmarès
- Copa letona de futbol:[1]
  - 1999